# دون إميري
دون إميري (بالإنجليزية: Don Emery)‏ (11 يونيو 1920 في المملكة المتحدة - 1993) هو لاعب كرة قدم ويلزي في مركزي الدفاع والظهير. لعب مع سويندون تاون وكارديف سيتي ونادي أبردين ونادي إيست فيف.